# VI. Montuhotep
VI. Montuhotep (uralkodói nevén Meranhré) az ókori egyiptomi XVI. dinasztia egyik uralkodója volt, a második átmeneti korban. Dinasztiájának hatalma csak a felső-egyiptomi Théba környékére terjedt ki. Montuhotep talán a dinasztia 14. uralkodója volt.

## Említései
Meranhré Montuhotep csak két szoborról ismert, az egyik a kairói Egyiptomi Múzeumban található (JE 37418/CG 42021), a másik a British Museumban (BM EA 65429). Az elsőt a karnaki rejtekhelyen találta meg Georges Legrain, ennek hiányzik a feje és lába, de szerepel rajta a király uralkodói neve, a Meranhré, valamint egy dedikáció Szobek istennek, Szemenu urának. A másik szobor eredete ismeretlen, ezen is szerepel a király titulatúrája.
Egy további lehetséges említése egy fakoporsó egy darabján fordul elő, amelyet most a British Museumban őriznek (BM EA 29997). Ennek szövege:
A nemesember, a király képviselője, a király legidősebb fia, a főparancsnok Herunofer, az igaz hangú, akit Montuhotep király, az igaz hangú nemzett, és a fő királyné, Szitmut szült.
Az itt említett, Montuhotep nevű király uralkodói neve hiányzik, így azonosítása bizonytalan, Kim Ryholt azonban felhívja rá a figyelmet, hogy a koporsón a Halottak Könyve egyes részeinek korai változatai is szerepelnek, ez egyike a szöveg mindössze két olyan előfordulásának, ami az újbirodalom kora előtti. Ryholt szerint ez arra mutat, hogy a koporsón említett Montuhotepnak a második átmeneti kor vége felé kellett uralkodnia. Így három ilyen nevű uralkodó jöhet szóba: Montuhotepi (Szanhenré), V. Montuhotep (Szeuadzsaré) és VI. Montuhotep (Meranhré). Montuhotepit Ryholt az alapján zárja ki, hogy bár neve hasonlít a Montuhotep névre, nem azonos vele és így nem említették volna Montuhotepként. A fennmaradó két lehetőség közt az alapján dönt, hogy a Halottak Könyve másik ismert korabeli előfordulása a XVI. dinasztia második uralkodója, Dzsehuti feleségének, Montuhotep királynénak a koporsóján található. Dzsehuti i. e. 1645 körül uralkodott. A királyné koporsóján olvasható szöveg majdnem teljesen megegyezik a Herunofer koporsóján lévővel, ami arra utal, időben egymáshoz közel készülhetett a két koporsó. Szeuadzsaré Montuhotep kb. tíz évvel Dzsehuti előtt, Meranhré Montuhotep pedig hatvan évvel utána uralkodott, így Ryholt feltételezése szerint előbbiről van szó, így V. Montuhotepnak volt a fia Herunofer, a felesége pedig Szitmut. Ez az azonosítás azonban bizonytalan; Aidan Dodson és Dyan Hilton a XVI. dinasztia végére datálták a koporsót, és VI. Montuhotep fiának, illetve feleségének tartják Herunofert és Szitmutot.

## Helye a kronológiában
Meranhré Montuhotep nevét nem említik a torinói királylista fennmaradt töredékei; uralkodása és a XVI. dinasztia végén élt négy másik királyé helyén a szöveg hiányos. Emiatt sem pontos helye a kronológiában, sem uralkodásának hossza nem ismert. Ryholt szerint Meranhré Montuhotep a dinasztia végén uralkodott, egyrészt, mert uralkodói neve az „X-anh-ré” formát követi, hasonlóan Dzsedanhré Montuemszaf nevéhez, és mindkettejük nevében Montu neve szerepel, ami azt jelzi, időben egymé-shoz közel uralkodtak, másrészt pedig mert Meranhré Montuhotep egyik szobrát a szumenui Szobeknek szentelték, így valószínűleg Gebelein közelében, el-Mahamid Kiblinél állt, ahol II. Dedumosze és Dzsedanhré Montuemszaf nevét is említik; innen került a karnaki rejtekhelyre később, talán a dinasztia uralmának végén.
Jürgen von Beckerath 1964-es tanulmányában a XIII. dinasztiához sorolta Meranhré Montuhotepet.

## Fordítás
- Ez a szócikk részben vagy egészben  a   Merankhre Mentuhotep című angol Wikipédia-szócikk ezen változatának fordításán alapul.  Az eredeti cikk szerkesztőit annak laptörténete sorolja fel. Ez a jelzés csupán a megfogalmazás eredetét és a szerzői jogokat jelzi, nem szolgál a cikkben szereplő információk forrásmegjelöléseként.